# Alwyn Court
Alwyn Court ist ein denkmalgeschütztes luxuriöses Wohngebäude im Stadtbezirk (Borough) Manhattan in New York City. Es ist für seinen kunstvollen Terrakotta-Schmuck bekannt, der die gesamte Fassade bedeckt.

## Beschreibung
Das Wohnhochhaus befindet sich in Midtown Manhattan an der Seventh Avenue, Südostecke West 58th Street. Es steht mitten in der sogenannten Billionaires’ Row mit dem direkt benachbarten Wolkenkratzer One57 (306 m). Im westlichen Nachbarblock ragt mit dem 472 m hohen Central Park Tower das zweithöchste Gebäude der Vereinigten Staaten himmelwärts. Ein Block nördlich liegt der Central Park.
Das Wohnhaus wurde vom Künstler Walter Russell und dem Bauherrn Alwyn Ball Jr. gemeinsam geplant, vom beauftragten Architekturbüro Harde & Short im Stil der französischen Renaissance entworfen und von 1907 bis 1909 erbaut. Die Eröffnung fand mit dem Einzug der ersten Mieter Anfang 1910 statt. Die Fassade des zwölfgeschossigen Gebäudes ist komplett mit reich verzierten glasierten Terrakotta-Platten verkleidet. Das Bauwerk besitzt einen achteckigen Innenhof mit einem Glasdach. Nach seiner Fertigstellung verfügte das Gebäude über 22 große luxuriöse Wohnungen, zwei pro Etage mit jeweils 14 Zimmern und fünf Bädern. Im Laufe der 1930er Jahre standen immer mehr Wohnungen leer. 1937 wurde das Gebäude von Edgar Ellinger und der Dry Dock Savings Institution übernommen, die bis 1938 die großen Wohneinheiten durch einen radikalen Umbau in 75 kleinere Apartments aufteilten. Ausführender Architekt war Louis S. Weeks.
1980 kam Alwyn Court in den Besitz einer Wohnungsgenossenschaft, die vom Architekturbüro Beyer Blinder Belle eine Restaurierung der Fassaden veranlasste und durch den Maler Richard Haas eine Trompe-l’œil-Wandmalerei mit der Illusion von dreidimensionalen Fassadenschmuck im Innenhof anbringen ließ. Der Innenhof wurde mit einem Oberlicht überdacht und somit zu einem Atrium. 1997 und 2021 folgten weitere Fassadenrestaurierungen. Das Erdgeschoss beherbergt das durch seinen Kaviar bekannte französische Restaurant „Patrossian“.
Alwyn Court wurde am 7. Juni 1966 von der New Yorker Landmarks Preservation Commission als Denkmal ausgewiesen. Am 26. Dezember 1979 folgte die Eintragung in das National Register of Historic Places. Eine weitere Eintragung bekam das Gebäude am 23. Juni 1980 in das New York State Register of Historic Places (NYSRHP).

## Bekannte Bewohner
In dem luxuriösen Wohnhaus hatten und haben eine Reihe von wohlhabenden Persönlichkeiten ihr Zuhause (Auswahl).
- Frederick Steinway, Präsident Steinway & Sons
- Philip Roosevelt, Cousin von Theodore Roosevelt
- Nicholas Schenck (1881–1969), Filmpionier
- Maurice Wertheim (1886–1950), Bankier
- Fred Allen (1894–1956), Komiker
- Darren McGavin (1922–2006), Schauspieler
- Rita Gam (1927–2016), Schauspielerin
- Natasha Richardson (1963–2009) und Liam Neeson (* 1952), Schauspieler
- Joan Didion (1934–2021) und John Gregory Dunne (1932–2003), Autoren und Schriftsteller
- Jessica Hecht (* 1965), Schauspielerin
- Richard Thomas (* 1951), Schauspieler

## Ansichten

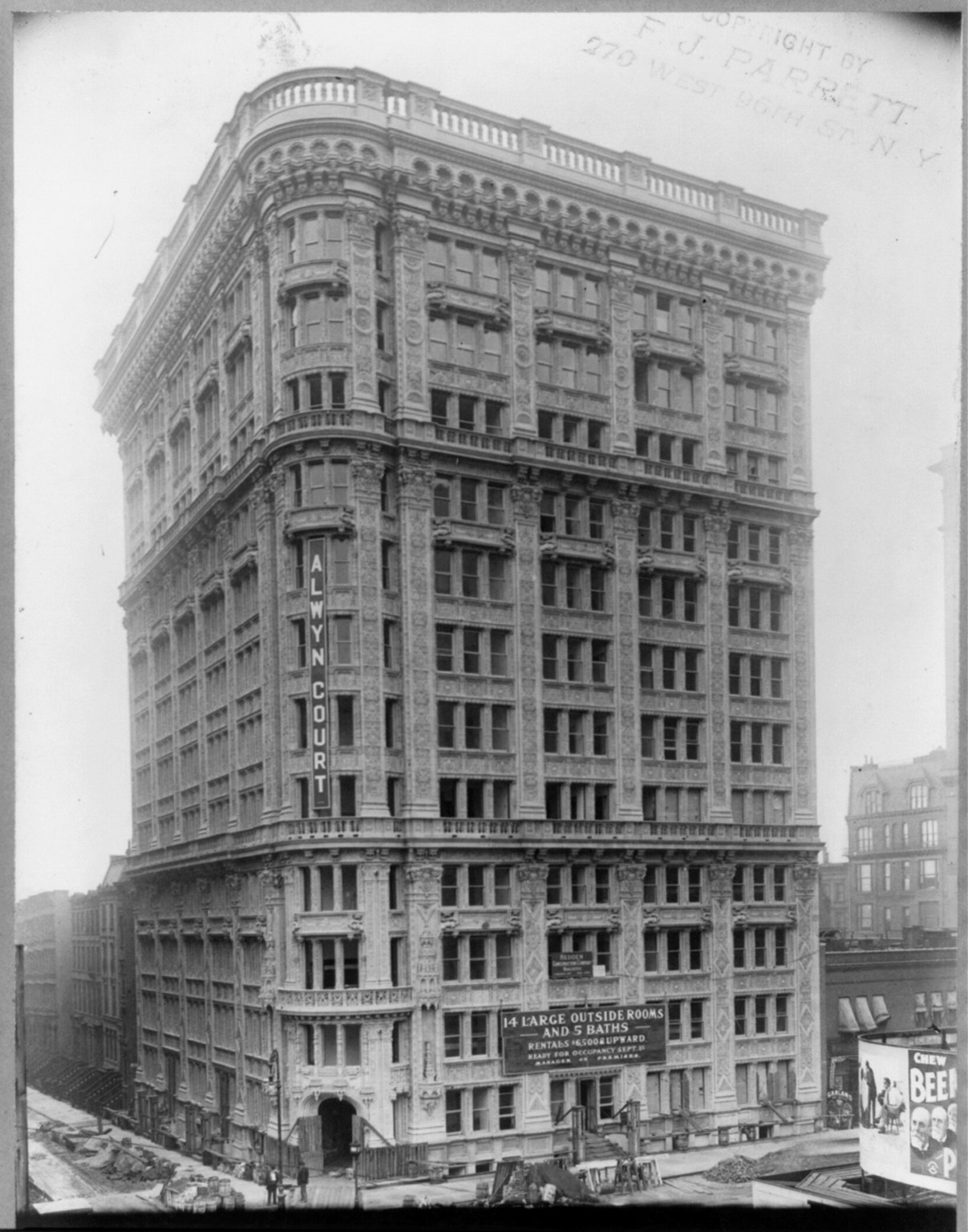
Alwyn Court im Jahr 1910
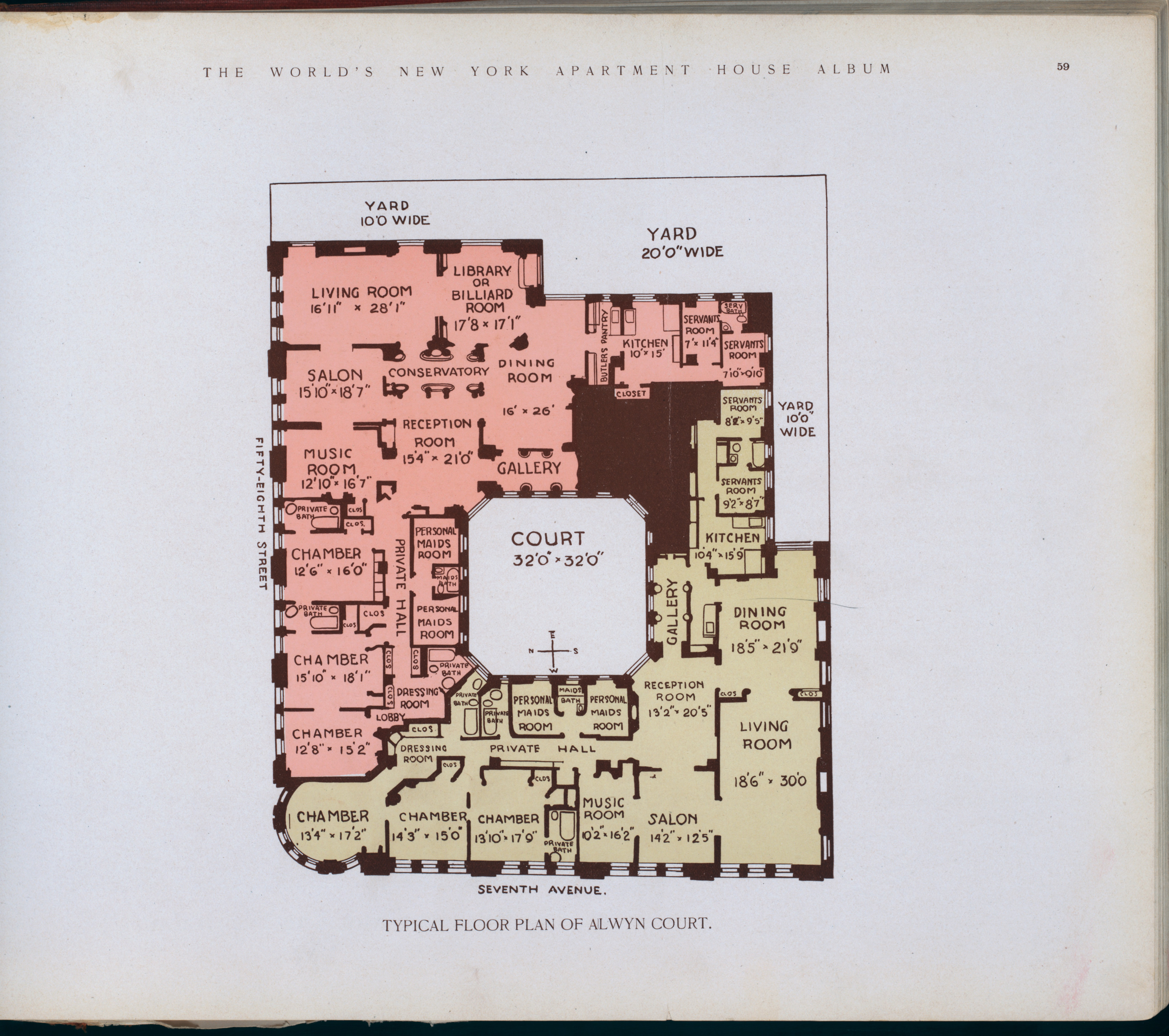
Eine typische Etage mit zwei Wohnungen (bis 1938)
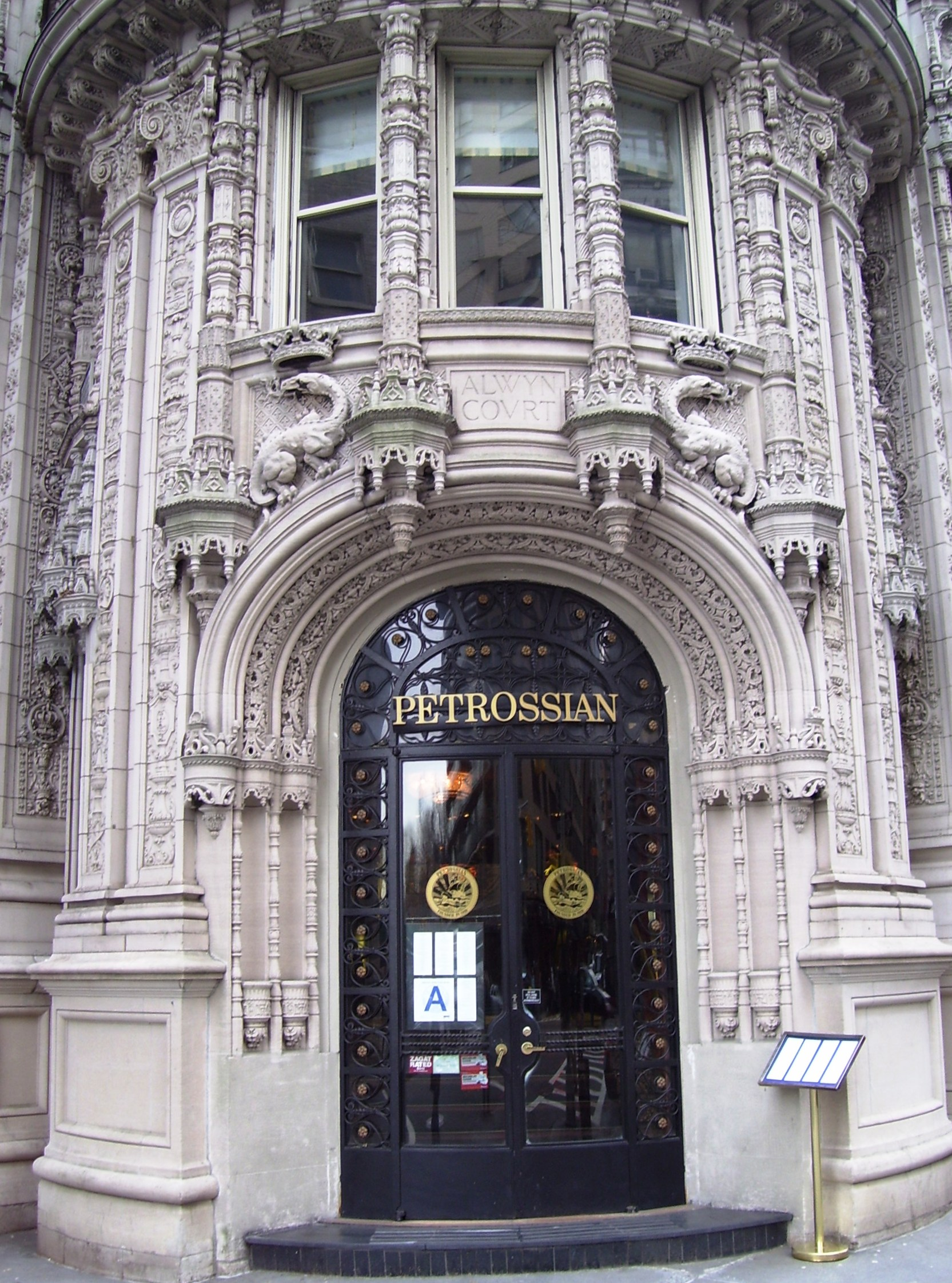
Eingang an der Rundecke 7th Avenue/58th Street
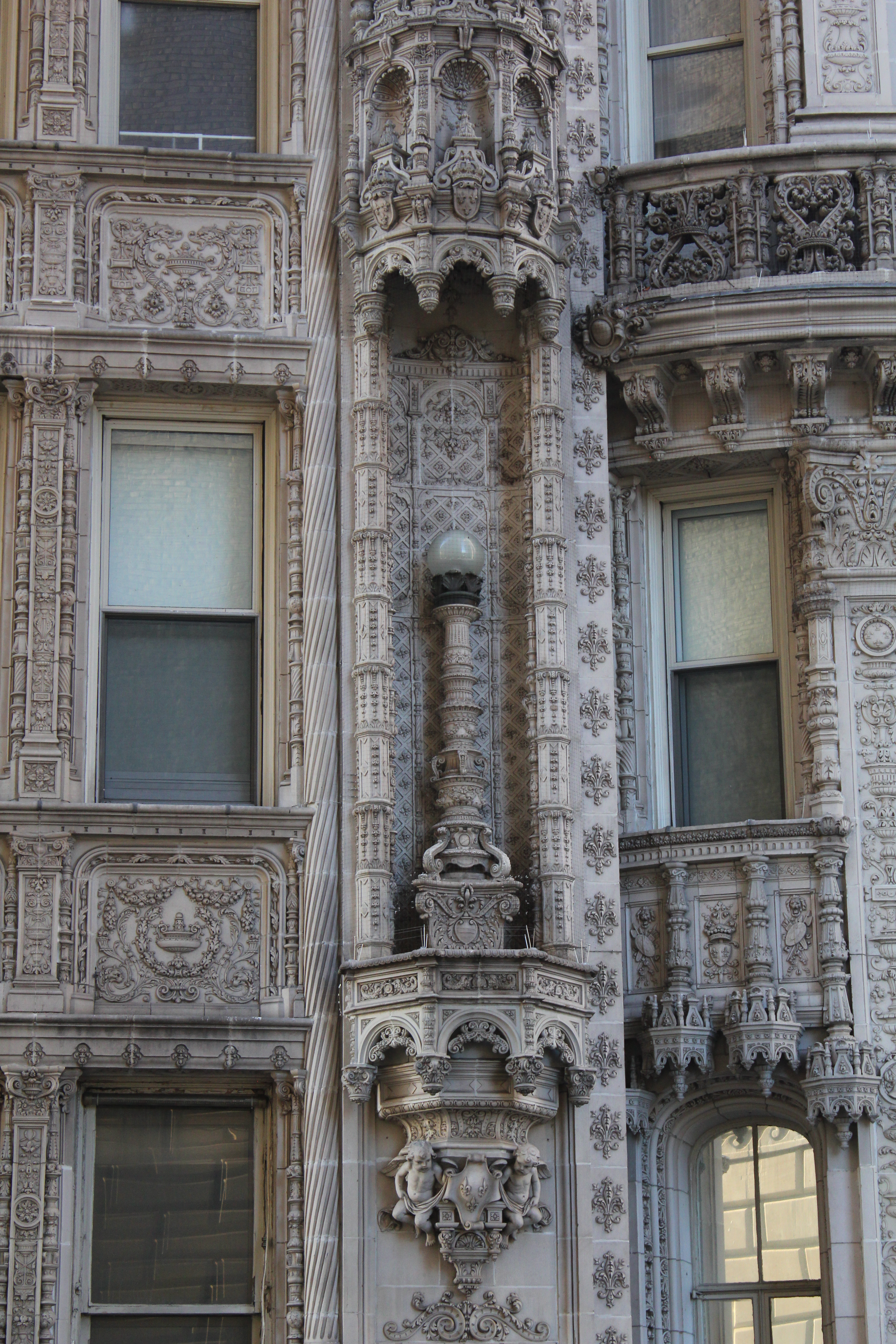
Detail der reich verzierten Fassade
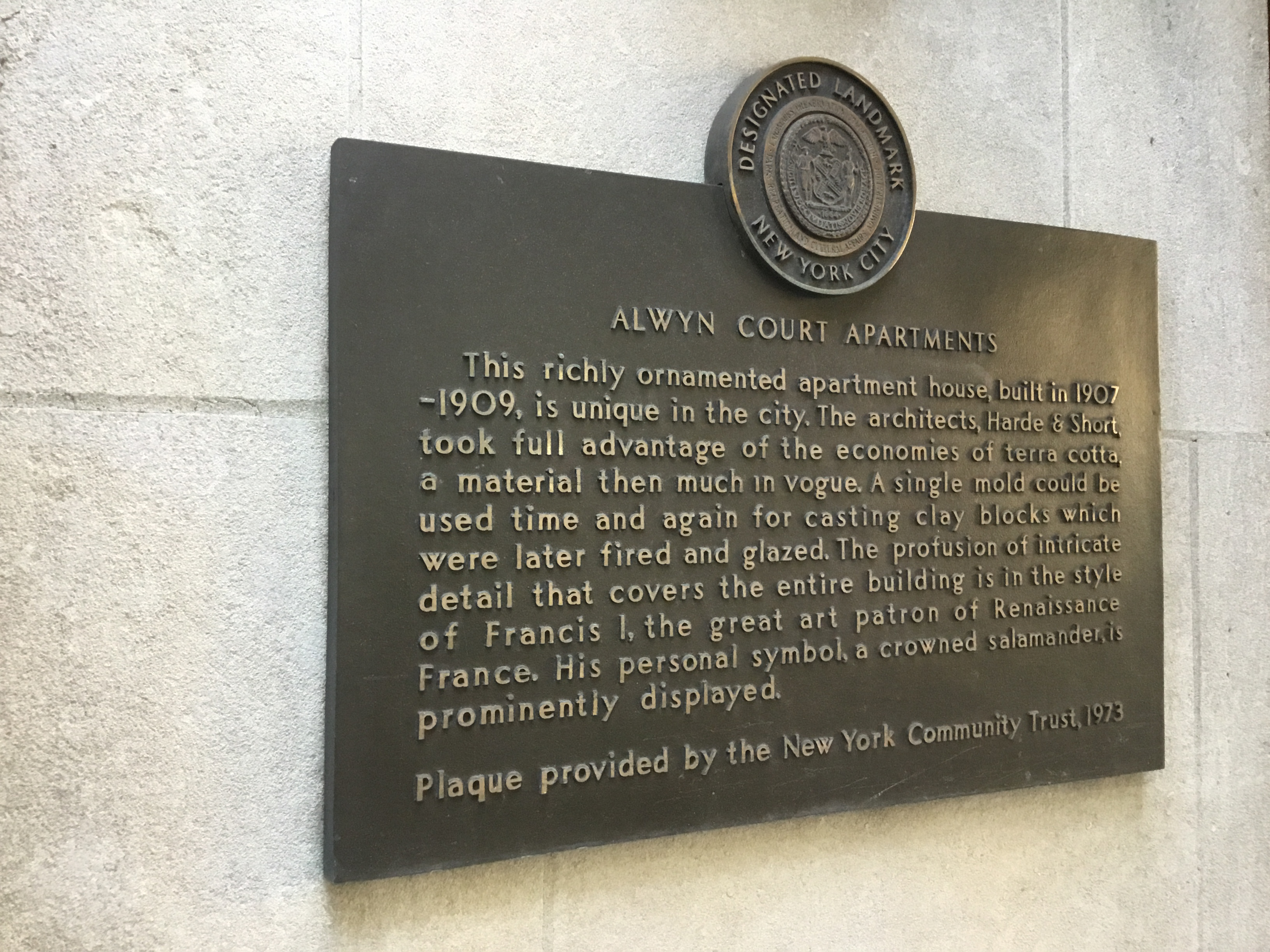
Denkmalplakette vom New York Community Trust 1973
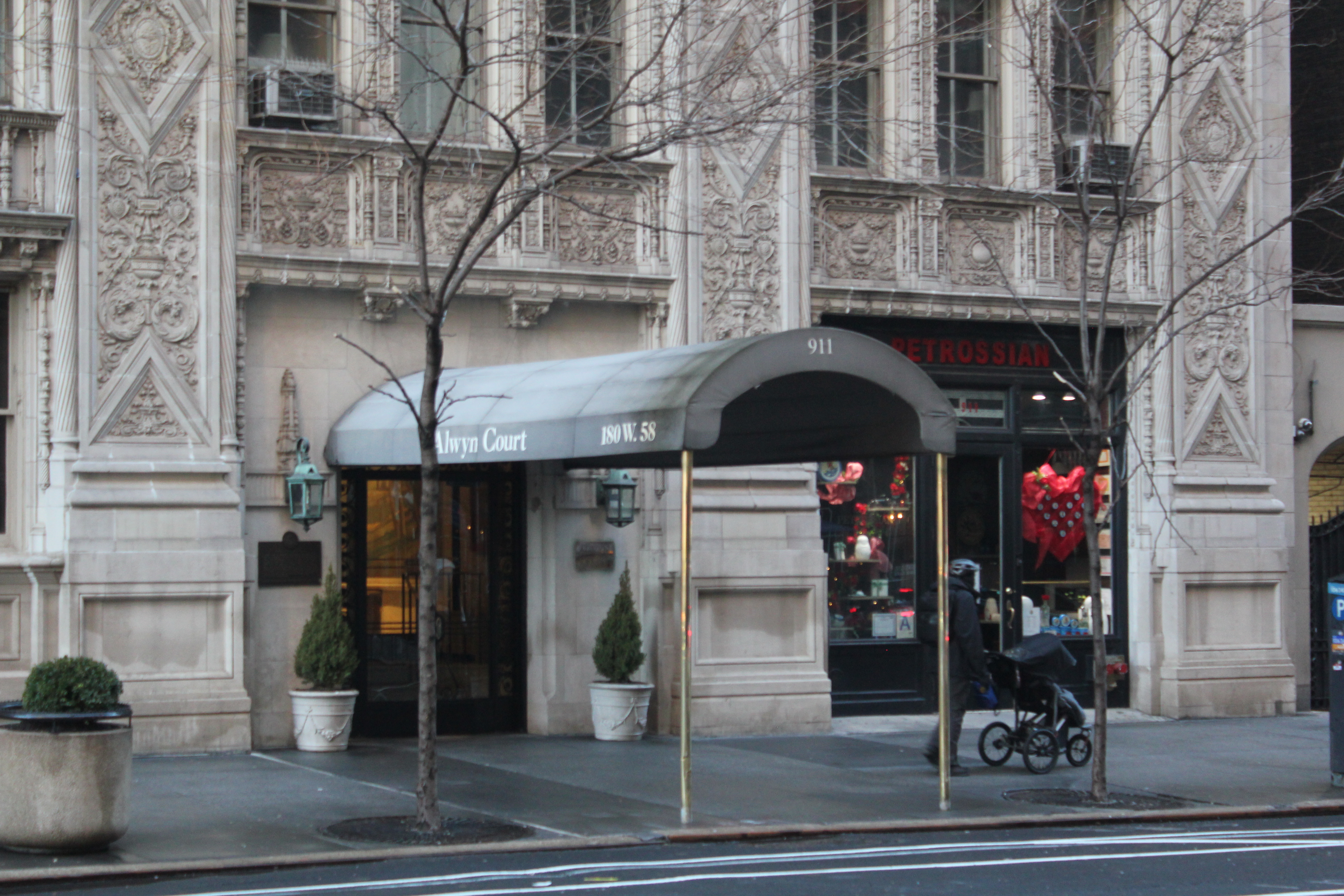
Eingang in der 7th Avenue